# Изо-де-л’Отель
Изо́-де-л’Оте́ль (фр. Izaut-de-l'Hôtel, окс. Isaut) — коммуна во Франции, находится в регионе Юг — Пиренеи. Департамент — Верхняя Гаронна. Входит в состав кантона Аспе. Округ коммуны — Сен-Годенс.
Код INSEE коммуны — 31241.

## География

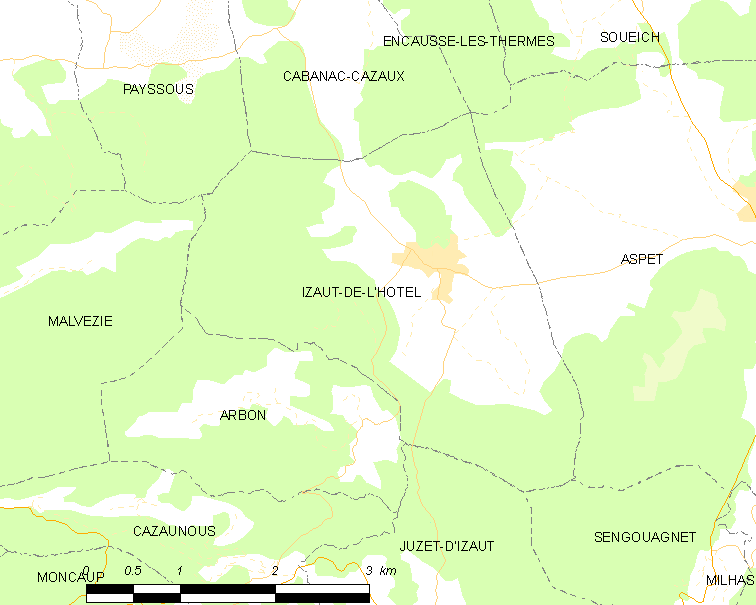
Карта коммуны

Коммуна расположена приблизительно в 660 км к югу от Парижа, в 90 км к юго-западу от Тулузы.
По территории коммуны протекает река Жоб.

## Климат
Климат умеренно-океанический. Зима мягкая и снежная, весна характеризуется сильными дождями и грозами, лето сухое и жаркое, осень солнечная. Преобладают сильные юго-восточные и северо-западные ветры.

## Население
Население коммуны на 2010 год составляло 293 человека.
| 1962 | 1968 | 1975 | 1982 | 1990 | 1999 | 2010 |
| ---- | ---- | ---- | ---- | ---- | ---- | ---- |
| 351  | 288  | 309  | 332  | 320  | 306  | 293  |

## Администрация
| Период | Период | Фамилия      | Партия | Примечания |
| ------ | ------ | ------------ | ------ | ---------- |
| 2001   | 2008   | Жорж Анкос   |        |            |
| 2008   | 2020   | Франсуа Мура |        |            |

## Экономика
В 2010 году среди 165 человек трудоспособного возраста (15—64 лет) 125 были экономически активными, 40 — неактивными (показатель активности — 75,8 %, в 1999 году было 66,1 %). Из 125 активных жителей работали 116 человек (61 мужчина и 55 женщин), безработных было 9 (5 мужчин и 4 женщины). Среди 40 неактивных 5 человек были учениками или студентами, 27 — пенсионерами, 8 были неактивными по другим причинам.